# Erika Jänkä
Nina Erika Jänkä (* 23. November 1995 in der Gemeinde Perho, Landschaft Mittelösterbotten) ist eine finnische Biathletin. Sie startet seit 2020 regelmäßig im Weltcup und nahm an den Olympischen Spielen 2022 teil.

## Sportliche Laufbahn
Ihre internationale Karriere startete Erika Jänkä erst relativ spät. Zwar nahm sie bereits 2012 an ihren ersten Jugendweltmeisterschaften sowie an den Olympischen Jugendspielen von Innsbruck teil, regelmäßige Rennstarts folgten aber erst ab 2016. Im August dieses Jahres gewann die Finnin mit der Juniorenmixedstaffel die Bronzemedaille bei der Sommerbiathlon-WM in Otepää und gab am Jahresende ihr Debüt im IBU-Cup, wo sie sogleich erste Ergebnisse unter den besten 50 erzielte. Nach dem Jahreswechsel nahm Jänkä an ihren ersten Europameisterschaften teil, gewann regelmäßig Wertungspunkte im IBU-Cup und durfte deswegen am Saisonende in Oslo ihr Weltcupdebüt feiern, welches sie beim Sieg ihrer Teamkollegin Mari Laukkanen auf Rang 102 abschloss. Nachdem die Finnin 2017 ganze drei Mal am Knöchel operiert wurde, fiel sie die komplette Saison aus und stieg erst Ende 2018 wieder ins Renngeschehen ein. Zum Abschluss des Winters gelang ihr in Otepää mit Rang 14 ihr bis heute bestehendes Bestergebnis auf der zweithöchsten Rennebene.

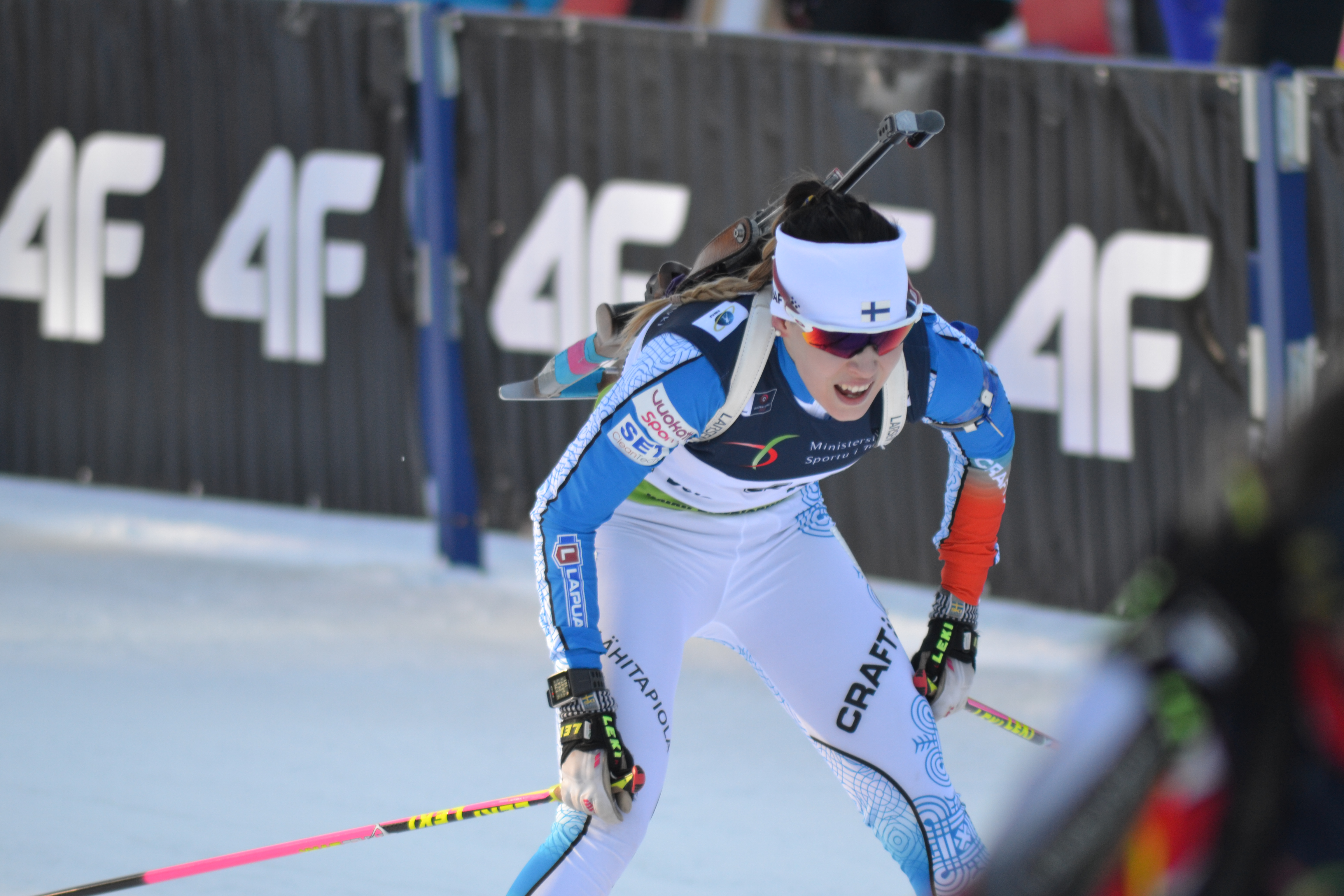
Zieleinlauf beim EM-Sprint 2017

Anfang 2020 wurde Jänkä auch für die Weltmeisterschaften nominiert, bestritt aber nur das Staffelrennen, welches sie als Schlussläuferin auf Rang 11 von insgesamt 24 Teams führte. Außerdem erzielte die Finnin mit Rang 46 beim Weltcupsprint von Nové Město na Moravě ein vergleichsweise herausragendes Ergebnis. Im Winter 2020/21 war sie von Anfang an Teil des Weltcupteams, erreichte in Oberhof ihren ersten Verfolger und startete in Einzel, Sprint und Damenstaffel bei den Weltmeisterschaften. Beim Staffelrennen von Antholz 2022 lief Jänkä mit Suvi Minkkinen, Mari Eder (geb. Laukkanen) und Nastassja Kinnunen als Neunte erstmals unter die besten Zehn eines Staffelbewerbs. Zudem wurde sie für die Olympischen Winterspiele von Peking nominiert, wo sie mit zwei Strafrunden im Staffelrennen den überrundeten 16. Platz wesentlich verursachte, im Sprint wurde Jänkä außerdem 73. Zum Auftakt der Saison 2022/23 lief die finnische Staffel auf Position 7 und stellte damit das beste Ergebnis seit fast fünf Jahren auf, beim Sprint von Hochfilzen eine Woche später kam Jänkä zudem mit Rang 47 knapp an ihr Bestergebnis von 2020 heran. Weniger erfreulich war hingegen, dass sie – ebenfalls in Hochfilzen – während des Verfolgungswettkampfes zusammenbrach und in ein Krankenhaus eingeliefert werden musste. Dort wurden zunächst ungewöhnlich hohe Blutzuckerwerte festgestellt, was schlussendlich auf eine Erkrankung an Diabetes mellitus zurückgeführt werden konnte. Trotzdem stand die Finnin einen Monat später wieder an der Startlinie, steigerte sich während des Winters vor allem im läuferischen Bereich und stellte als Einzel-54. ihr bestes WM-Ergebnis sowie beim Saisonfinale in Oslo trotz eines Schießfehlers mit Platz 45 im Sprint ihr bestes Weltcupresultat auf.
Nach einem durchschnittlichen Start in die Saison 2023/24 musste Jänkä auch in dieser Saison einen Rückschlag verkraften: Krankheitsbedingt konnte sie, erneut in Hochfilzen, nicht an den Start gehen und verpasste den restlichen Dezember. Nachdem sie in zwei IBU-Cup-Wettkämpfen Anfang Januar 2024 vorzeitig aufgeben musste, legte die Finnin eine fast zweimonatige Wettkampfpause ein, um „in einem Umfeld (…) zu sein, wo Körper und Geist (…) schneller genesen können“. Ihr Comeback gab Jänkä Ende Februar im IBU-Cup in Obertilliach und belegte sofort Rang 21 im Sprint sowie Platz acht an der Seite von Jonni Mukkala im Single-Mixed-Bewerb. Im Winter 2024/25 startete sie fast ausschließlich im IBU-Cup und erzielte mehrere Ergebnisse unter den besten 20, darunter einen zehnten Platz im Sprint am Arber. Da Venla Lehtonen krankheitsbedingt absagte, nahm Jänkä auch an den Weltmeisterschaften teil und belegte Rang 76 im Sprint.

## Sonstiges
Erika Jänkä lebt in Vuokatti. 

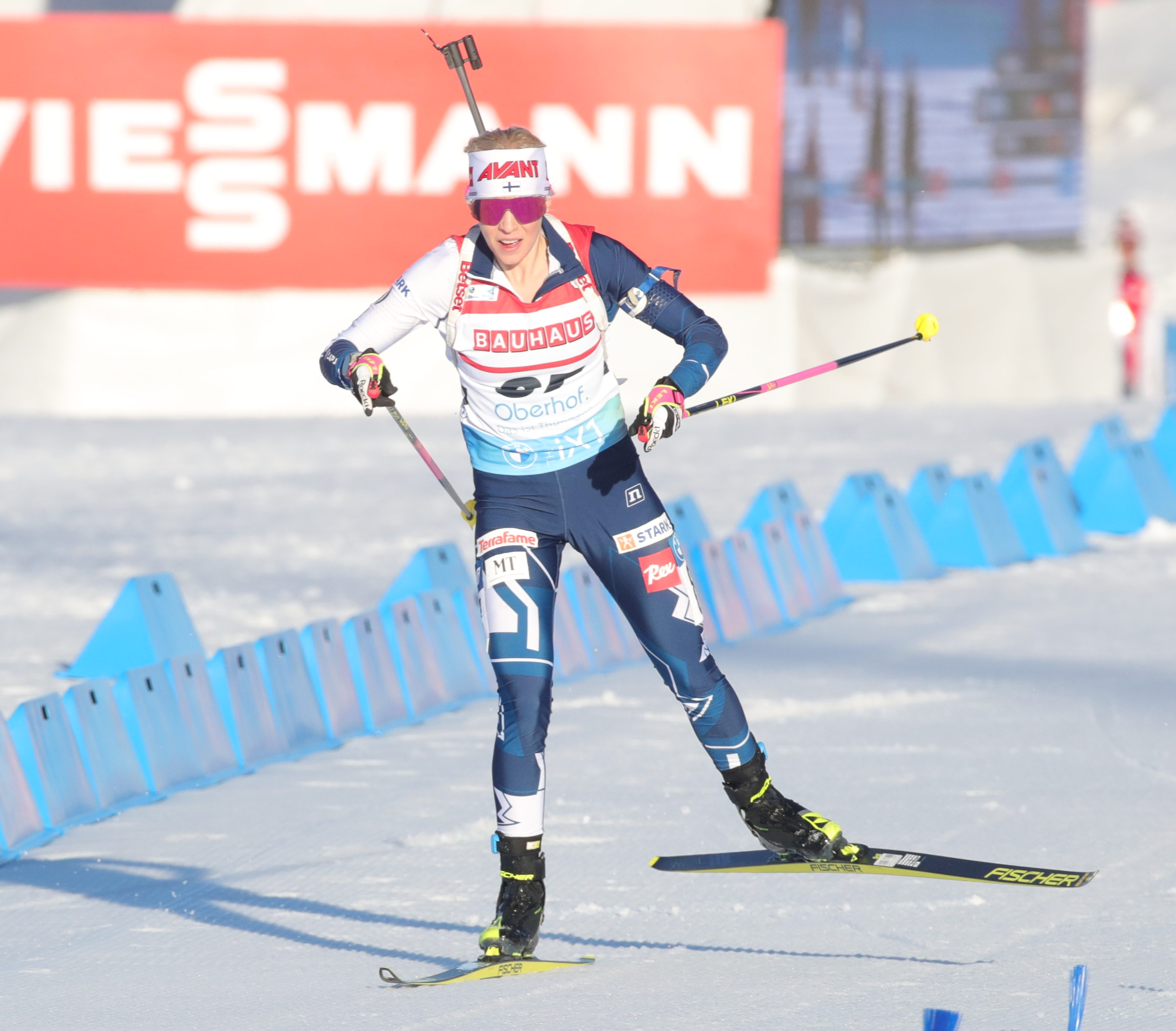
Jänkä während des WM-Einzels 2023 in Oberhof

Ende Mai 2023 begegnete Jänkä beim Lauftraining in der Nähe des Dorfes Vartius (etwa 100 km nordöstlich von Vuokatti, 20 km von der Grenze zu Russland), zwei Braunbären. Sie sagte später: „Ich dachte, das ist das Ende.“ Nach eigenen Angaben legte sich mit Bedacht auf den Boden und stellte sich tot, sodass die Bären von ihr abließen und verschwanden.

## Statistiken

### Weltcupplatzierungen
Die Tabelle zeigt alle Platzierungen (je nach Austragungsjahr einschließlich Olympische Spiele und Weltmeisterschaften).
- 1.–3. Platz: Anzahl der Podiumsplatzierungen
- Top 10: Anzahl der Platzierungen unter den ersten zehn (einschließlich Podium)
- Punkteränge: Anzahl der Platzierungen innerhalb der Punkteränge (einschließlich Podium und Top 10)
- Starts: Anzahl gelaufener Rennen in der jeweiligen Disziplin
- Staffel: inklusive Mixed- und Single-Mixed-Staffeln

| Platzierung               | Einzel | Sprint | Verfolgung | Massenstart | Staffel | Gesamt |
| ------------------------- | ------ | ------ | ---------- | ----------- | ------- | ------ |
| 1. Platz                  |        |        |            |             |         |        |
| 2. Platz                  |        |        |            |             |         |        |
| 3. Platz                  |        |        |            |             |         |        |
| Top 10                    |        |        |            |             | 5       | 5      |
| Punkteränge               |        |        |            |             | 21      | 21     |
| Starts                    | 9      | 24     | 4          |             | 21      | 58     |
| Stand: Saisonende 2024/25 |        |        |            |             |         |        |

### Olympische Winterspiele
Ergebnisse bei Olympischen Winterspielen:
|                                        | Einzelwettbewerbe | Einzelwettbewerbe | Einzelwettbewerbe | Einzelwettbewerbe | Staffelwettbewerbe | Staffelwettbewerbe |
| Einzel                                 | Sprint            | Verfolgung        | Massenstart       | Damenstaffel      | Mixedstaffel       |                    |
| -------------------------------------- | ----------------- | ----------------- | ----------------- | ----------------- | ------------------ | ------------------ |
| Olympische Winterspiele 2022 \| Peking | –                 | 73.               | –                 | –                 | 16.                | –                  |

### Biathlon-Weltmeisterschaften
Ergebnisse bei den Weltmeisterschaften:
| Weltmeisterschaften | Weltmeisterschaften | Einzelwettbewerbe | Einzelwettbewerbe | Einzelwettbewerbe | Einzelwettbewerbe | Staffelwettbewerbe | Staffelwettbewerbe | Staffelwettbewerbe |
| Jahr                | Ort                 | Einzel            | Sprint            | Verfolgung        | Massenstart       | Damenstaffel       | Mixedstaffel       | S.-M.-Staffel      |
| ------------------- | ------------------- | ----------------- | ----------------- | ----------------- | ----------------- | ------------------ | ------------------ | ------------------ |
| 2020                | Antholz             | –                 | –                 | –                 | –                 | 11.                | –                  | –                  |
| 2021                | Pokljuka            | 81.               | 62.               | –                 | –                 | 14.                | –                  | –                  |
| 2023                | Oberhof             | 54.               | –                 | –                 | –                 | 13.                | –                  | –                  |
| 2025                | Lenzerheide         | DNF               | 76.               | –                 | –                 | –                  | –                  | –                  |

### Jugend-/Juniorenweltmeisterschaften
Jänkä nahm bis 2014 an den Jugend- und 2016 an den Juniorenwettkämpfen teil.
| Weltmeisterschaften | Weltmeisterschaften | Einzelwettbewerbe | Einzelwettbewerbe | Einzelwettbewerbe | Damenstaffel   |
| Jahr                | Ort                 | Einzel            | Sprint            | Verfolgung        | Damenstaffel   |
| ------------------- | ------------------- | ----------------- | ----------------- | ----------------- | -------------- |
| 2012                | Kontiolahti         | DNF               | –                 | –                 | 14.            |
| 2014                | Presque Isle        | 31.               | 17.               | 38.               | 12. (Junioren) |
| 2016                | Cheile Grădiștei    | 54.               | 31.               | 48.               | 10.            |